# Emmanuel Okocha
Emmanuel Okocha, né dans les années 1970, est un footballeur international nigérian. 
Il est le grand frère de Jay-Jay Okocha.

## Biographie
International nigérian, il participe à la CAN 1990. Il inscrit un but contre l'Algérie lors du premier tour et termine finaliste de la compétition.

## Palmarès
- Finaliste de la Coupe d'Afrique des nations 1990 avec l'équipe du Nigeria